# Roger Carel
Roger Carel właściwie Roger Bancharel (ur. 12 sierpnia 1927 w Paryżu, zm. 11 września 2020 w Aigre) – francuski aktor filmowy i głosowy. Podkładał głos w wersji oryginalnej dla postaci Asteriksa w filmach animowanych. 

## Wybrana filmografia

### Role głosowe

#### Filmy animowane
- 1967: Asterix Gall jako Astérix
- 1968: Asterix i Kleopatra jako 
  - Astérix,
  - Idéfix,
  - Cesarski sługa
- 1976: 12 prac Asterixa jako 
  - Astérix,
  - Idéfix,
  - Gajusz Popus,
  - Dwóch senatorów
- 1985: Asterix kontra Cezar jako 
  - Astérix,
  - Idéfix
- 1986: Asterix w Brytanii jako 
  - Astérix,
  - Idéfix
- 1989: Wielka bitwa Asteriksa jako 
  - Astérix,
  - Idéfix
- 1995: Asterix podbija Amerykę jako 
  - Astérix,
  - Idéfix
- 2006: Asterix i wikingowie jako 
  - Astérix,
  - Idéfix
- 2014: Asterix i Obelix Osiedle bogów jako 
  - Astérix,
  - Idéfix

#### Seriale animowane
- 1985: Klementynka jako Malmoth / Gontrand
- 1991: Kupidyn jako Książę
- 1992: Zooolimpiada jako komentator
- 1993: Baśnie tysiąca i jednej nocy
- 1995: Bambetlusie
- 1998: S.O.S. Croco jako Sir Mac Monk, Profesor Z
- 2008: Była sobie Ziemia jako Mistrz

### Role filmowe

#### Filmy telewizyjne
- 1980: Zabójczy parasol jako Salvatore Bozzoni
- 1990: Baśnie tysiąca i jednej nocy jako Wielki Wezyr

#### Seriale telewizyjne
- 1971: Arsène Lupin jako Guerchard
- 1972: Słynne ucieczki jako Morin